# High Toynton
High Toynton is een civil parish in het bestuurlijke gebied East Lindsey, in het Engelse graafschap Lincolnshire. In 2001 telde het dorp 69 inwoners. Het ligt in de Lincolnshire Wolds, een natuurgebied dat als Area of Outstanding Natural Beauty is aangemerkt.